# Phytolaccaceae
Famille
Classification APG III (2009)
Les Phytolaccaceae (Phytolaccacées) sont une famille de plantes dicotylédones ; elle comprend une centaine d'espèces réparties en 8 à 14 genres. 
Ce sont essentiellement des plantes herbacées ou des arbustes, des arbres, des lianes, annuels ou pérennes, principalement des régions subtropicales à tropicales.

## Étymologie
Le nom vient du genre type Phytolacca composé du grec φυτών / fyton, plante, et λάκκα / lakka, laque, sécrétions résineuses écarlates de plusieurs espèces d'insectes, autrefois utilisées comme colorant rouge. Les baies de Phytolacca peuvent aussi être utilisées pour produire un colorant rouge.  Phytolacca signifie donc littéralement « laque végétale ».

## Classification
La classification phylogénétique en sépare les familles des Achatocarpaceae et des Stegnospermataceae, en revanche le genre Agdestis précédemment classé dans les Agdesticaceae y a été incorporé.
La classification phylogénétique APG IV (2016) sépare la famille des Petiveriaceae.
La famille des Microteaceae a été circonscrite en 2009.

## Liste des genres
Selon Angiosperm Phylogeny Website (2 février 2017) :
- genre Agdestis
- genre Anisomeria
- genre Ercilla
- genre Phytolacca

Selon NCBI (2 février 2017) :
- genre Anisomeria
- genre Ercilla
- genre Gallesia
- genre Hilleria
- genre Ledenbergia
- genre Monococcus
- genre Phytolacca
- genre Schindleria
- genre Seguieria
- genre Trichostigma

Selon ITIS (2 février 2017) :
- genre Agdestis  Moc. & Sessé ex DC.
- genre Petiveria  L.
- genre Phytolacca  L.
- genre Rivina  L.
- genre Trichostigma  A. Rich.

Selon DELTA Angio (4 mai 2010) :
- genre Anisomeria
- genre Ercilla
- genre Gallesia
- genre Hilleria
- genre Ledenbergia
- genre Lophiocarpus
- genre Microtea
- genre Monococcus
- genre Petiveria
- genre Phytolacca
- genre Rivina
- genre Schindleria
- genre Seguieria
- genre Trichostigma